# كاتبي الترشيزي
كاتبي الترشيزي (ت. 938 هـ) هو أديب وخطاط، من أهل ترشيز ،إيران. هو شمس الدين محمد بن عبد الله النيشابوري الترشيزي، المشتهر بكاتبي. تتلمذ في نيسابور على الشاعر سيمي النيشابوري، ثم ترك نيشابور إلى هراة وسكنها مدة، ثم قام برحلة زار فيها استراباد وغيلان وآذربيجان وشروان وتبريز واصفهان، ثم استقر في استراباد، وبها توفي حين داهم البلدة الوباء سنة 938 هـ، وقيل سنة 839 هـ، وقيل سنة 844 هـ، وقيل سنة 889 هـ، وقيل حدود سنة 850 هـ.

## آثاره
من آثاره: «حسن وگل» و«تجنيسات» و«مجمع البحرين» و«محب ومحبوب» أو «سى نامه» و«ناظر ومنظور» أو «ناصر ومنصور» و«گلشن أبرار» و«حسن وعشق» و«ده نامه» و«بهرام وگل اندام» و«خمسه كاتبى» و«دلربا» وديوان شعر.